# Tommy Berggren (fotbollsspelare)
Stig Arne Tommy "Baloo" Berggren, född 20 april 1950 i Enskede, död 3 december 2012, var en svensk fotbollsspelare. Han spelade 13 säsonger och 291 matcher och gjorde 55 mål för Djurgårdens IF. 1978 vann han den Allsvenska skytteligan med totalt 19 mål. Berggren spelade först som vänsterback men skolades senare om till forward.